# جو گرانت
جو گرانت (انگلیسی: Joe Grant؛ ۱۵ مهٔ ۱۹۰۸ – ۶ مهٔ ۲۰۰۵) یک فیلم‌نامه‌نویس اهل ایالات متحده آمریکا بود.